# Die Wasserträgerin
Die Wasserträgerin (Originaltitel spanisch La aguadora) ist ein Gemälde von Francisco de Goya aus der Zeit um 1808 bis 1812. Dargestellt ist eine Frau des Volkes aus Saragossa in selbstbewusster Haltung, die sich auf die heldenhafte Verteidigung der Stadt während des Spanischen Unabhängigkeitskrieges von Frankreich bezieht. Das Bild wird im Budapester Szépművészeti Múzeum ausgestellt und gehört dort zur Sammlung „Gemälde alter Meister“.

## Beschreibung und geschichtlicher Hintergrund
Oberflächlich betrachtet könnte das Bild der Genremalerei zugerechnet werden, aber Goya geht darüber hinaus. Die Wasserträgerin ist als Allegorie auf die heldenhafte Verteidigung der Stadt Saragossa aufzufassen. Es zeigt neueren Forschungen zufolge vermutlich eine reale Person, die spanische Volksheldin María Agustín, die den Verteidigern der Stadt zwar kein Wasser, aber Brandy zur Aufmunterung brachte. Wie das verwandte Gemälde Der Schleifer (El afilador), der die Waffen der Kämpfenden schärft, zeigt es eine ernsthafte entschlossene Frau, leicht von einer untersichtigen Perspektive dargestellt, die ihr Größe verleiht, und die den Verteidigern Wasser an die Front bringt. Den gefüllten Krug hat sie in die Hüfte gestemmt, in der linken Hand trägt sie einen Korb mit Gläsern. Es ist zwar eine einfache Tätigkeit, aber Goya stellt sie voller Würde dar. Die Frau ist stolz und realitätsnah gemalt, völlig ohne erotische Konnotation, die er oft bei anderen Frauenbildnissen, wie beispielsweise in seinem Bild Die Mädchen mit den Henkelkrügen, eine Tapisserie für das Arbeitszimmer des Königs Karl IV., malerisch ausführte. Nach Ansicht der spanischen Goya-Kennerin Manuela Mena Marqués weist Goyas Pinselführung in diesem Bild bereits auf den expressiven Duktus seines Spätwerks hin. Die Farbauswahl ist schon reduzierter als in früheren Bildern, dunkle Brauntöne und Schwarz dominieren, und die Lichtführung symbolisiert im weißen Schultertuch und dem ebenfalls weißen Saum des Unterrocks eine idealisierte Reinheit der dargestellten Person.
Goya wurde von dem General José de Palafox y Melci, der die Verteidigung organisierte, in die teilweise zerstörte Stadt eingeladen, um die Situation zu dokumentieren und die „ruhmreichen Taten ihrer Einwohner“ (Goya) zu malen. In Saragossa erhielt Goya wahrscheinlich den Impuls, seine Folge von Radierungen mit dem Titel Die Schrecken des Krieges herzustellen. Auch das bekannte Reiterbild des Generals ist in Folge seines Saragossa-Besuchs entstanden.
Goyas Gemälde wurde 2010 auf eine 40-Fillér-Briefmarke der ungarischen Post abgebildet.

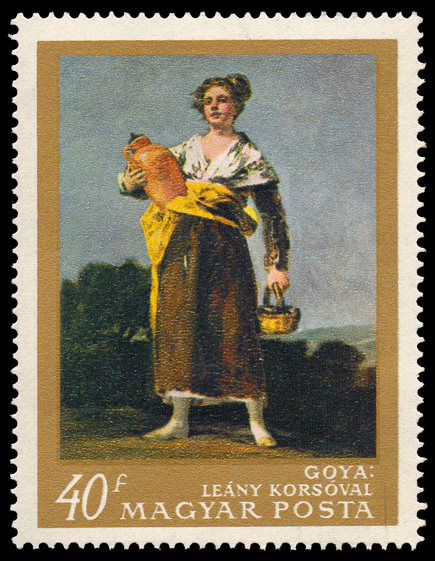
Die Wasserträgerin auf einer Briefmarke

## Rezeption
- Hugo von Tschudi ordnete die Bilder der Wasserträgerin und des Schleifers in seinem kurzen Kommentar zum Katalog des Budapester Kunstmuseums 1883 dem Impressionismus zu.[6]
- Der Kunsthistoriker Werner Hofmann sieht nicht nur in diesem Bild eine „Säkularisierung der christlichen Leidens- und Erlösungsikonografie“. Die anonymen Leidenden aus dem Volk erfahren demnach eine Bedeutungssteigerung und werden zu pathetisch wirkenden „Märtyrern und Lichtverkündern“. Die Wasserträgerin sieht er in diesem Sinn als eine Rebekka, die im christlichen Alten Testament den Menschen und Tieren zu trinken gibt (24 EU).[7]

## Provenienz und Ausstellungen

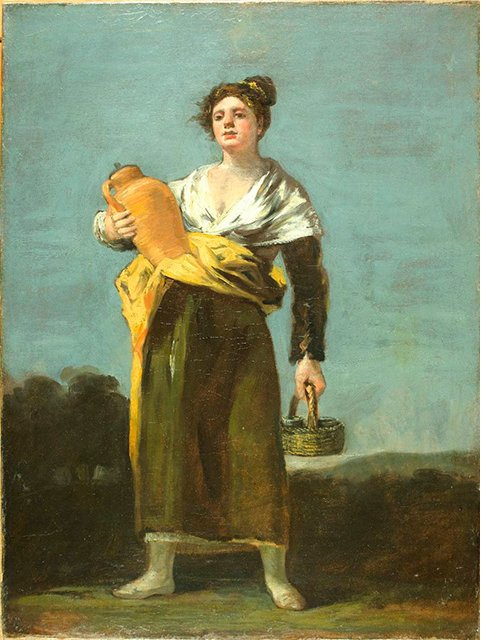
Version aus japanischem Besitz

Das Gemälde befand sich 1812 im Besitz von Goyas Sohn Javier im Haus in der Calle Valverde in Madrid. Alois Wenzel von Kaunitz-Rietberg, damals als Botschafter in Spanien tätig, erwarb es 1815/16 gemeinsam mit El afilador für seine private Sammlung. 1820 wurde die Sammlung Kaunitz an Nikolaus II. Esterházy de Galantha veräußert, ehe es 1871 in den Besitz des Museums in Budapest kam. Eine weitere Version des Gemäldes soll sich seit 1974 rund 40 Jahre lang im Privatbesitz japanischer Kaufleute befunden haben. Darüber hinaus hat Goya das Motiv noch einmal in einem weiteren Bild verwandt, das eine ähnliche Wasserträgerin darstellt und sich in unzugänglichem Privatbesitz befindet.
- Goya and his times. 1963–1964 Royal Academy of Arts, London.
- Spanyol Mesterk. 1965 Budapest (Spanische Meister).
- Von Greco bis Goya. 20. Februar bis 25. April 1982, Künstlerhaus, München
- Goya-Prophet der Moderne. 13. Juli – 3. Oktober 2005, Alte Nationalgalerie Berlin und 18. Oktober 2005 – 8. Januar 2006, Kunsthistorisches Museum Wien
- Kleine Leute, große Gesten. November 2013 bis 13. März 2014, Staatsgalerie Stuttgart[12]
- Obras maestras de Budapest. Del Renacimiento a las Vanguardias 18. Februar bis 28. März 2017, Museo Thyssen-Bornemisza in Madrid.[13]

## Weblink
- Axel Vécsey: The Water Carrier “La Aguadora” hu.museum-digital.de (englisch)